# Juncus liebmannii
Juncus liebmannii là một loài thực vật có hoa trong họ Juncaceae. Loài này được J.F.Macbr. mô tả khoa học đầu tiên năm 1931.